# ارخالق

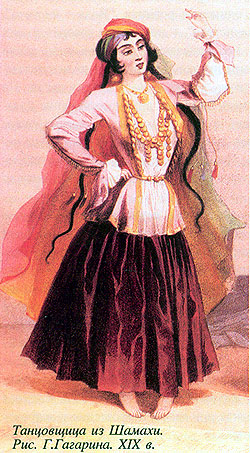

آرخالق (به ترکی آذربایجانی: arxalıq) قسمتی از لباس‌های سنتی مردان و زنان ایرانی است. آرخالق در زبان ترکی به معنای پشت انداز می‌باشد. آرخالق جز اساسی لباس ترک‌های قشقایی هم می‌باشد که شامل دو دستهٔ مردانه و زنانه استفاده می شود. قشقایی‌ها از ترکهای شاخه آغوز جنوب غربی می‌باشند که در زاگرس مرکزی و جنوبی ساکن هستند که این لباس را هنگام جنگ بر تن می‌کردند.